# バーゼル音楽院
バーゼル音楽院（英語: 、公用語表記: Musik-Akademie der Stadt Basel）は、スイスバーゼルに本部を置くスイスの音楽大学。1867年創立、1867年大学設置。

## 概要
バーゼル音楽院は、1867年にヨハン・ヤコブ・シュロイブリン・フェイグトリン（Johann Jakob Schäublin-Vögtlin）によって設立された音楽学校。作曲、指揮、ピアノ、声楽、ヴァイオリン、ヴィオラ、チェロ、ギター、フルート、オーボエ、クラリネット、ファゴット、トランペット、トロンボーン、チューバ、打楽器などの専門実技科目からなる。日本の音楽大学に相当する4年制（Lehr Diplom）および大学院に相当する2年制（Konzert DiplomもしくはSolisten Diplom）がある（日本とは制度上の違いのため、大学と大学院について対外的な名称上の区別を付けていない）。
大学院側はヨーロッパでも最も卒業が難しいとして知られ、卒業試験に落第すると再試験を許されない。また卒業試験を受けるための資格として許可試験が必要であり、大半の学生は許可試験合格までたどり着けない。なお、許可試験落第の場合は1年間の猶予（1度限り）が与えられる。卒業率もきわめて低く、ある科目の実例（Konzert Diplom）で入学50人中卒業できたのが3名の年があったなど、厳しさが窺える。
その反面、多くの市民の理解と準州の豊富な予算を背景に、手厚い行政支援を受けており、ヨーロッパで第一人者と呼ばれる教授陣を揃えていながら、極めて安い学費で学べる。また、教授や授業（レッスン）を自由に選択でき、時間帯は相談して決めるなど、卒業は難しいものの、生徒は自由闊達に学ぶことができる。また、音楽院は市街地中心にあり、良質な音楽ホールを完備するなど恵まれた環境である。なお、バーゼル＝シュタット準州は、スイスの中でドイツ語圏である事から、学校内の公用語はドイツ語である。バーゼル音楽院は弦楽器、ピアノ、フルートなどの分野が特に強いとされ、卒業生の多くがクラシック界で活躍する名門校である。

## コンツェルト・ディプロム
コンツェルト・ディプロム（Konzert Diplom）は、日本の大学院修士課程相当の2年制コースである。プロの演奏家を育成するために設けられた。英語読みでコンサート・ディプロマと紹介される場合もある。卒業試験の際には、許可試験合格後に非公開のレパートリー試験、公開リサイタル演奏となる。なお、コンツェルトはドイツ語で演奏会もしくは演奏家を、ディプロムは保証あるいは証明を意味する。

## ゾリステン・ディプロム
ゾリステン・ディプロム（Solisten Diplom）は、博士課程相当の2年制コースである。世界的な演奏家育成のために設けられた。日本の大学院制度と違い、2年制コースの卒業試験の際にKonzert DiplomかSolisten Diplomのどちらかを選ぶ。Konzert Diplomよりも難度が高く、落第後の再試験を認めないばかりか、落第後に下位のKonzert Diplomを受ける事はできない。卒業試験はKonzert Diplomと同一のものに、プロのオーケストラと協奏曲の公開競演が課題に追加され、その際はヨーロッパ一流の演奏を聞き慣れた2000名ほど聴衆が集まる。この際、教授陣の評価がいかに高くとも、市民の評価が低い（拍手がまばらなど）場合は卒業できず、聴衆に感動を与える事がSolisten Diplomの大きなハードルとなっている。なお、この卒業試験自体が毎年恒例のバーゼル市の一大イベントとなっている。

## 大学の状況
本校のコンチェルト・ディプロム以上はドイツの国家演奏者資格（国家資格）と同等とされ、この資格はドイツ国内外（ドイツ国内の場合は国家公務員扱い）のプロ・オーケストラ応募に影響するが、ドイツ国内にはそれより容易に資格獲得できる音楽大学が存在するため、自信が無い学生には敬遠される傾向がある。反面、経済的な負担がもっとも少ない音楽院でもあるため、自信はあるが経済的基盤が弱い学生が集まる傾向にあり、そのためアジア勢など外国人学生も多い。
なお、大学院生に対してはバーゼル市民からの精神的応援が多数あり、市ぐるみでのクラシック音楽への熱意が感じられる。
主な就職先はベルリン・フィルハーモニー管弦楽団、チェコ・フィルハーモニー管弦楽団などの欧州各地のオーケストラである。

## 関連記事
- ハンス・フーバー
- シャーンドル・ヴェーグ
- クリスティアン・ツィマーマン
- エトヴィン・フィッシャー
- フェリックス・ワインガルトナー - 1927年から1933年までバーゼル音楽院の院長を務めた。
- ハインツ・ホリガー
- 日渡奈那 - ギター科を卒業、コンツェルト・ディプロムを取得。
- 上村文乃